# Grey’s Anatomy/Staffel 7
Die siebte Staffel der US-amerikanischen Krankenhaus-Serie Grey’s Anatomy wurde vom 23. September 2010 bis zum 19. Mai 2011 auf dem US-amerikanischen Sender ABC gesendet. Die deutschsprachige Erstausstrahlung erfolgte vom 19. Mai bis zum 17. August 2011 beim Sender SF zwei. Die deutsche Erstausstrahlung erfolgte später bei ProSieben.

## Darsteller

### Besetzung
Die Besetzung von Grey’s Anatomy trat in der siebten Staffel folgendermaßen in Erscheinung:
| Rollenname          | Schauspieler      | Folgen                  | Anzahl    | Synchronsprecher       |
| ------------------- | ----------------- | ----------------------- | --------- | ---------------------- |
| Dr. Meredith Grey   | Ellen Pompeo      | 1–22                    | 22 Folgen | Ulrike Stürzbecher     |
| Dr. Cristina Yang   | Sandra Oh         | 1–22                    | 22 Folgen | Christin Marquitan     |
| Dr. Derek Shepherd  | Patrick Dempsey   | 1–22                    | 22 Folgen | Boris Tessmann         |
| Dr. Alex Karev      | Justin Chambers   | 1–22                    | 22 Folgen | Dennis Schmidt-Foß     |
| Dr. Miranda Bailey  | Chandra Wilson    | 1–22                    | 22 Folgen | Anke Reitzenstein      |
| Dr. Richard Webber  | James Pickens Jr. | 1–22                    | 22 Folgen | Roland Hemmo           |
| Dr. Mark Sloan      | Eric Dane         | 1–22                    | 22 Folgen | David Nathan           |
| Dr. Callie Torres   | Sara Ramirez      | 1–22                    | 22 Folgen | Ghadah Al-Akel         |
| Dr. Lexie Grey      | Chyler Leigh      | 1–22                    | 22 Folgen | Marie Bierstedt        |
| Dr. Owen Hunt       | Kevin McKidd      | 1–22                    | 22 Folgen | Tobias Kluckert        |
| Dr. Jackson Avery   | Jesse Williams    | 1–22                    | 22 Folgen | Sascha Rotermund       |
| Dr. April Kepner    | Sarah Drew        | 1–22                    | 22 Folgen | Julia Stoepel          |
| Dr. Teddy Altman    | Kim Raver         | 1–22                    | 22 Folgen | Ranja Bonalana         |
| Dr. Arizona Robbins | Jessica Capshaw   | 1–7, 10–22              | 20 Folgen | Schaukje Könning       |
| Henry Burton        | Scott Foley       | 10–12, 15, 17–19, 21–22 | 9 Folgen  | Till Endemann          |
| Dr. Lucy Fields     | Rachael Taylor    | 13–18, 21–22            | 8 Folgen  |                        |
| Dr. Andrew Perkins  | James Tupper      | 1–3, 19–22              | 7 Folgen  | Viktor Neumann         |
| Dr. Robert Stark    | Peter MacNicol    | 8–9, 11, 16–17, 19–20   | 7 Folgen  | Tobias Meister         |
| Dr. Knox            | Payton Silver     | 9–10, 13, 15, 17–19     | 7 Folgen  |                        |
| Eli Lloyd           | Daniel Sunjata    | 10, 12, 15, 17–18, 22   | 6 Folgen  | Markus Pfeiffer        |
| Adele Webber        | Loretta Devine    | 15–17, 19               | 4 Folgen  | Philine Peters-Arnolds |
| Sofia Torres        |                   | 18–21                   | 4 Folgen  |                        |
| Zola Grey           |                   | 20–22                   | 3 Folgen  |                        |

Es haben Miranda Baileys Sohn Tuck, Jason George als Dr. Ben Warren, Mark Saul als Dr. Steve Mostow, Steven W. Bailey als Joe, Jeff Perry als Thatcher Grey, Moe Irvin als Tyler Christian und wie in jeder Staffel Kate Walsh als Dr. Addison Montgomery einen Auftritt in nur einer einzigen Folge.

## Episoden

### Zusammenfassung
| Nr. (ges.) | Nr. (St.) | Deutscher Titel          | Originaltitel                      | Erstausstrahlung USA | Deutschsprachige Erstausstrahlung (CH) | Regie               | Drehbuch                      |
| --- | --------- | ------------------------ | ---------------------------------- | -------------------- | -------------------------------------- | ------------------- | ----------------------------- |
| 127 | 1         | Neugeboren               | With You I’m Born Again            | 23. Sep. 2010        | 30. März 2011                          | Rob Corn            | Krista Vernoff                |
| Seit dem Amoklauf ist ein Monat vergangen. Alle darin verwickelten Ärzte müssen sich vom Psychologen Dr. Andrew Perkins als wieder arbeitsfähig erklären lassen. Cristina und Meredith bekommen noch keine Zusage. Man erfährt, dass Lexie in der Zwischenzeit einen Zusammenbruch hatte und in die Psychiatrie eingeliefert wurde. Als sie ihren Schlafmangel kompensiert hatte, wurde sie wieder entlassen, Alex hat aber mit ihr Schluss gemacht. Teddy hat eine Affäre mit Dr. Perkins. Derek wird wiederholt wegen Raserei verhaftet. Auch bei OPs geht er ein hohes Risiko ein. Er kündigt den Posten als Chefarzt, sodass Richard seine alte Stelle zurückerhält. Alex trägt immer noch die Kugel vom Amoklauf in seiner Brust. Callie bittet Arizona, bei ihr einzuziehen. Miranda trennt sich aufgrund ihres Traumas von Ben. Cristina und Owen heiraten. Nur Derek verpasst die Hochzeit, da Meredith ihn nicht schon wieder aus dem Gefängnis abholen möchte. |           |                          |                                    |                      |                                        |                     |                               |
| 128 | 2         | Vom Blitz getroffen      | Shock To The System                | 30. Sep. 2010        | 30. März 2011                          | Tom Verica          | William Harper                |
| Meredith kämpft immer noch darum, die Freigabe für OPs zu bekommen. Sie fordert von Derek, der die Nacht im Gefängnis verbracht hat, nie wieder mit Absicht sein Leben zu riskieren, und erwähnt dabei ihre Fehlgeburt. Cristina bekommt während einer OP eine Panikattacke. Sie will daraufhin die Ehe mit Owen wieder auflösen, Meredith kann sie aber vom Gegenteil überzeugen. Miranda entfernt die Kugel aus Alex Brust, um nicht täglich an den Amoklauf erinnert zu werden. Callie ist nicht begeistert darüber, dass Arizona ihre Wohnung neu gestalten will. Mark versucht, Lexie zu beschützen, und behandelt sie dabei wie eine Verrückte. Als er mit ihr sprechen will, um ihr einen Antrag zu machen, lehnt sie das Gespräch ab, weil sie seine Motive nicht versteht. |           |                          |                                    |                      |                                        |                     |                               |
| 129 | 3         | Freaks                   | Superfreak                         | 7. Okt. 2010         | 6. Apr. 2011                           | Michael Pressman    | Mark Wilding                  |
| Als herauskommt, dass April noch Jungfrau ist, wird sie von den Ärzten ihres Jahrgangs schikaniert. April wehrt sich allerdings und macht ihnen klar, dass jeder von ihnen ein peinliches Geheimnis hat. Derek arbeitet mit Cristina Dereks OP wieder auf, da Cristina noch immer traumatisiert davon ist und deshalb nicht mehr operieren kann. Auch Richard hilft Alex dabei, seine Angst vor dem Aufzug, in dem er beinahe verblutet wäre, in den Griff zu bekommen. Miranda ist entsetzt, wie Lexie mit einem verwarzten Patienten umgeht. Doch als während der OP eine Spinne aus dessen Hornhaut kommt, reagiert Miranda selbst panisch. Derek bekommt Besuch von seiner Schwester Amelia aus Los Angeles. Derek reagiert sehr reserviert auf sie, sagt ihr aber später, dass er sie nur vor Schmerz und Leid beschützen möchte. Lexie wird klar, dass Mark sie immer noch liebt. Als sie Mark treffen will, vergnügt dieser sich jedoch mit Amelia. Teddy fällt der Abschied von Andrew sehr schwer, der das Krankenhaus wieder verlassen muss. Arizona und Callie wollen, dass Owen und Cristina sich eine neue Wohnung suchen. |           |                          |                                    |                      |                                        |                     |                               |
| 130 | 4         | Verrückt ist relativ     | Can't Fight Biology                | 14. Okt. 2010        | 13. Apr. 2011                          | Ed Ornelas          | Peter Nowalk                  |
| Lexie ist eifersüchtig auf April, weil sie und Jackson fest bei Meredith einziehen wollen und Meredith mit April Geheimnisse teilt. Meredith klärt sie darüber auf, dass April bei ihrer Fehlgeburt dabei war und dass sie von ihrem Gynäkologen die Diagnose gestellt bekommen hat, vielleicht unfruchtbar zu sein. Jackson versucht an OPs heranzukommen, indem er mit Teddy flirtet. Teddy durchschaut dieses Verhalten aber. Arizona versucht, mit Mark als besten Freund von Callie zurechtzukommen. Meredith lässt sich auf das Alzheimer-Gen testen, doch Derek will von dem Ergebnis nichts wissen. Richard macht Pläne, wie er das Krankenhaus wieder attraktiver machen könnte. Cristina und Owen kaufen eine neue Wohnung in einem alten Feuerwehrhaus. Cristina kann immer noch nicht operieren. |           |                          |                                    |                      |                                        |                     |                               |
| 131 | 5         | Fast erwachsen           | Almost Grown                       | 21. Okt. 2010        | 20. Apr. 2011                          | Chandra Wilson      | Brian Tanen                   |
| Richard möchte von den Oberärzten wissen, wofür sie eine Million Dollar in ihrer Abteilung investieren würden. Alle Oberärzte stellen ihm privat motivierte Projekte vor. Derek, der Angst davor hat, dass Meredith das Alzheimer-Gen haben könnte, möchte z. B. eine Studie über Alzheimer ins Leben rufen. Letztlich überzeugt Owen Richard aber am meisten. Die Assistenzärzte aus dem vierten Lehrjahr fungieren an diesem Tag als Oberärzte. Cristina hat Bedenken, ob sie dafür schon wieder bereit ist. Letztlich kämpft sie aber für einen Patienten, der ihretwegen auf die Warteliste für Organspenden gesetzt wird. Jackson und Meredith konkurrieren um eine Neuro-OP. Während Jackson seine Chance verpasst, führt Meredith erfolgreich eine Solo-OP durch. |           |                          |                                    |                      |                                        |                     |                               |
| 132 | 6         | Seattle Medical          | These Arms of Mine                 | 28. Okt. 2010        | 27. Apr. 2011                          | Stephen Cragg       | Stacy McKee                   |
| 6 Monate nach dem Amoklauf begleitet ein Kamerateam die Ärzte aus dem Krankenhaus. Cristina kommt nicht damit klar, dass sie die Fernsehproduzenten als Heldin des Amoklaufs sehen. Meredith unterstützt sie vor der Kamera. Das Kamerateam begleitet auch Alex, der sich aufopfernd um eine Patientin in der Pädiatrie kümmert. Derek, Callie, Mark und Owen führen eine erfolgreiche Armtransplantation durch. Mirandas Patientin Mary, mit der sie den Amoklauf überlebt hat, kehrt für ihre letzte OP ins Krankenhaus zurück. Sie verstirbt jedoch völlig unerwartet. Lexie verursacht im Krankenhaus Chaos, als sie die neu installierte Alarmanlage auslöst, die dafür sorgt, dass alle Türen versperrt bleiben. Dadurch stirbt Jacksons Patient beinahe. Außerdem bekommt das Kamerateam von den Beziehungsproblemen von Callie und Arizona mit, nachdem Arizona aufgrund eines Stipendiums nach Afrika gehen möchte. Schließlich entscheidet sich Callie dafür, mit ihr zu gehen. |           |                          |                                    |                      |                                        |                     |                               |
| 133 | 7         | Losgelassen              | That’s My Trying                   | 4. Nov. 2010         | 4. Mai 2011                            | Tony Phelan         | Austin Guzman                 |
| Meredith versucht, Cristina bei ihrer Arbeit zu unterstützen, jedoch sieht Cristina die Schuld, dass sie nicht arbeiten kann, bei Meredith. Schließlich kündigt Cristina. Owen führt mit Alex, Jackson, April und anderen Assistenzärzten ein Notfalltraining mit Dummys durch. Jackson gibt auf und Alex hält sich nicht an die Spielregeln, doch April erweist sich überraschend als hervorragende Traumatologin. Derek verzweifelt an dem Antrag für eine Alzheimerstudie, da er ständig mit der Angst lebt, dass auch Meredith daran erkranken könnte. Callies und Arizonas Tag der Abreise nach Afrika steht an. Callie ist deshalb schlechter Stimmung. Darüber hinaus versucht Richard, sie mit allen Mitteln zu halten. Arizona trennt sich am Flughafen von ihr und will alleine nach Afrika fliegen, weil sie sich die drei Jahre nicht verderben lassen will. Lexie und Mark haben wieder Kontakt zueinander, nachdem sie eine Patientin gemeinsam versorgen müssen. Miranda obduziert Mary, doch die Obduktion bleibt ohne Befund. |           |                          |                                    |                      |                                        |                     |                               |
| 134 | 8         | Druck                    | Something's Gotta Give             | 11. Nov. 2010        | 11. Mai 2011                           | Jeannot Swarc       | William Harper                |
| Cristina verbringt den Tag mit Callie, die nach der Trennung von Arizona ebenfalls Abwechslung braucht. Callie schneidet sich die Haare, Cristina richtet die neue Wohnung ein und plant eine Einweihungsfeier. Owen, Teddy und Meredith wollen Cristina überzeugen, ihren Beruf wieder aufzunehmen, doch Derek ist wegen seiner eigenen Erfahrung gegen eine Intervention. Alex kommt nach dem Wochenende mit einem Kater ins Krankenhaus. Er legt sich mit Dr. Stark, dem neuen Chef der Pädiatrie, an, rettet aber eine Patientin. April fühlt sich zu ihm hingezogen, doch er weist ihre Gefühle rüde zurück. Daraufhin prügeln sich Alex und Jackson, der ebenso frustriert ist, da eine Patientin in seinem OP gestorben ist und er denkt, keiner wolle mit ihm arbeiten. Ohne es zu wissen, bringt er Miranda auf die Idee, Fisteln heilen zu wollen. Alex offenbart sich schließlich Meredith und erzählt, dass er bei seiner Familie war. Sein Bruder musste in die geschlossene Anstalt eingewiesen werden, da er ebenso schizophren ist wie ihre Mutter und versucht hatte, seine Schwester zu töten. Meredith, Owen, Derek und Teddy behandeln einen wichtigen Politiker des Nahost-Konfliktes. Teddy steht deshalb unter Druck und wird mehrfach verbal von Derek angegriffen. |           |                          |                                    |                      |                                        |                     |                               |
| 135 | 9         | Nachtschicht             | Slow Night, So long                | 18. Mai 2011         | Rob Bailey                             | Zoanne Clack        |                               |
| Während die Assistenzärzte die Nachtschicht im Krankenhaus übernehmen müssen, feiern die Oberärzte Dereks genehmigten Antrag für die Alzheimer-Studie bei Joe. Zu ihrer Überraschung arbeitet Cristina nun dort als Kellnerin, die sich allerdings betrinkt und blamiert. Teddy ist von ihren erfolglosen Dates deprimiert, während sich die betrunkene Miranda einen Mann wünscht, mit dem sie sich über Fisteln unterhalten kann. Mark und Callie haben am Ende des Abends Sex. Jackson hat Alpträume und vertraut sich schließlich Lexie an. Alex und Meredith führen in Eigenregie eine OP durch, da Dr. Stark nicht auf seinen Pieper reagiert. Die OP gelingt, Meredith und Alex bekommen von Dr. Stark aber dennoch eine Rüge. |           |                          |                                    |                      |                                        |                     |                               |
| 136 | 10        | Heilung                  | Adrift and at Peace                | 2. Dez. 2010         | 25. Mai 2011                           | Allison Liddi-Brown | Tony Phelan & Joan Rater      |
| Cristina unternimmt einen emotionalen Angelausflug mit Derek. Jackson, April und Lexie sollen in Mirandas Auftrag Fisteln untersuchen. Miranda merkt aber, dass die unkonventionellen Methoden des Krankenpflegers Eli am besten helfen, weshalb sie sich schließlich auch auf ein privates Treffen mit ihm einlässt. Arizona kommt zurück nach Seattle, da sie zu große Sehnsucht nach Callie hatte, doch Callie weist sie ab. Lexie und Mark kommen sich wieder näher. Owen und Meredith sind unterschiedlicher Meinung darüber, was gut für Cristina wäre, weshalb die beiden auch Schwierigkeiten im OP haben. Callie möchte Alex für die Orthopädie gewinnen, doch Alex möchte trotz Dr. Stark in der Pädiatrie bleiben. Teddy beschließt, den sterbenskranken Patienten Henry Burton zu heiraten, da dieser keine Krankenversicherung hat. |           |                          |                                    |                      |                                        |                     |                               |
| 137 | 11        | Rückkehr                 | Disarm                             | 6. Jan. 2011         | 1. Juni 2011                           | Debbie Allen        | Krista Vernoff                |
| Teddy heiratet Henry, wovon allerdings nicht alle begeistert sind. Als die Opfer eines Amoklaufs in einer Schule ins Krankenhaus eingeliefert werden, weckt dies in allen wieder die Erinnerungen an den Amoklauf im Krankenhaus. Als Cristina zufällig am Unglücksort auftaucht, hilft sie den Sanitätern und übernimmt zum Erstaunen der Ärzte wieder eine OP. Auch die Tatsache, dass ihr Patient der Täter ist, macht Cristina im Gegensatz zu Jackson, der eine Behandlung verweigert, nichts aus. Arizona muss damit zurechtkommen, dass Callie sie nicht mehr zurückhaben will und dass ihr Platz in der Pädiatrie von Dr. Stark belegt wurde. Als Arizona und Alex während einer OP jedoch eine andere Meinung als Stark vertreten, schaffen sie es gemeinsam, den Oberarzt in die Schranken zu weisen. Schließlich ist keiner der 27 Patienten des Amoklaufs ums Leben gekommen. Meredith versucht, wieder schwanger zu werden. Sie und Cristina nähern sich darüber hinaus wieder an. Lexie muss zugeben, dass sie Mark immer noch liebt. |           |                          |                                    |                      |                                        |                     |                               |
| 138 | 12        | Vergebung                | Start Me Up                        | 13. Jan. 2011        | 8. Juni 2011                           | Mark Jackson        | Natalie Krinsky               |
| Die Assistenzärzte bekommen Ärzteanwärter aus dem ersten Semester zur Seite gestellt, denen sie an dem Tag einen Einblick in ihre Arbeit gewähren sollen. Sie ahnen jedoch nicht, dass sie von den Anwärtern benotet werden. Während Meredith, Cristina, Jackson und April schlecht bewertet werden, erntet Alex, der mit seiner Anwärterin geflirtet hatte, eine gute Beurteilung. Diese Beurteilung ist vor allem deshalb wichtig, weil das Rennen um den Posten als Stationsarzt begonnen hat. Während Meredith traurig darüber ist, wieder nicht schwanger zu sein, ist Callie schockiert, als sie merkt, dass sie von Mark schwanger ist. Miranda flirtet mit Eli. Als die Oberärzte von Teddys Heirat mit Henry erfahren, erntet Teddy Spott und Unverständnis. Arizona kämpft weiter um Callies Liebe, ohne von ihrer Schwangerschaft zu wissen. |           |                          |                                    |                      |                                        |                     |                               |
| 139 | 13        | Täuschung                | Don’t Deceive Me (Please Don’t Go) | 3. Feb. 2011         | 15. Juni 2011                          | Kevin McKidd        | Mark F. Wilding               |
| Derek startet mit seiner Alzheimerforschung, doch anstatt Meredith soll ihm Alex helfen. Durch Alex begreift Derek jedoch, dass Meredith eine bessere Assistentin für ihn ist. Cristina schafft es durch ein geschicktes Ablenkmanöver, Jackson eine OP wegzunehmen. Callie informiert Mark von ihrer Schwangerschaft, der sich über die Vaterschaft sehr freut. Callie ist allerdings unsicher, ob Arizona das Baby akzeptieren wird. Zusammen verbringen die drei viel Zeit bei der Gynäkologin Dr. Lucy Fields, da Callie Blutungen hat und befürchtet, dass bei ihrem Kind etwas nicht in Ordnung ist. Mark berichtet Lexie von seiner Vaterschaft, die darüber wütend ist. Nachdem Richard Miranda zunächst verbietet, aus dem OP zu twittern, findet er schließlich selbst Gefallen daran, als ein Patient dadurch gerettet werden kann. |           |                          |                                    |                      |                                        |                     |                               |
| 140 | 14        | Die neue Freundin        | P.Y.T. (Pretty Young Thing)        | 10. Feb. 2011        | 22. Juni 2011                          | Steve Robin         | Austin Guzman                 |
| Meredith hat die Qual der Wahl zwischen Dereks Alzheimerstudie und einer Studie über Diabetes, die ihre Mutter angefangen hat und die Richard nun mit ihr fortführen möchte. Alex handelt sich Ärger ein, als er vor Dr. Fields abwertend über den Gehirntod eines Kindes redet. Er wird von dem Fall abgezogen, Dr. Fields und Arizona erkennen aber, wie gut sich Alex um seine Patienten kümmert. Lexies und Merediths Vater kommt abermals wegen Bauchschmerzen ins Krankenhaus, die von Nierensteinen ausgelöst wurden. Lexie erfährt dabei von Thatchers neuer, sehr junger Freundin, womit sie sich nur schwer abfinden kann. Mark und Arizona fordern von Callie, dass sie sich für ihr Kind gesund ernährt, doch Callie setzt sich zumindest in Bezug auf Kaffee durch. Mark beauftragt Jackson damit, herauszufinden, wie es Lexie geht, und lockt ihn dabei mit einer Operation. Jackson zeigt aber selbst Interesse an Lexie. |           |                          |                                    |                      |                                        |                     |                               |
| 141 | 15        | Die goldene Stunde       | Golden Hour                        | 17. Feb. 2011        | 29. Juni 2011                          | Rob Corn            | Stacy McKee                   |
| Meredith darf an diesem Abend als Stationsärztin praktizieren, doch sie merkt, wie schwer dieser Job wirklich ist. Bei Richards Frau Adele, die wegen eines Sturzes im Krankenhaus behandelt wird, ahnt Meredith, dass sie vielleicht auch an Alzheimer erkrankt sein könnte. Als sie Richard davon in Kenntnis setzt, wird Richard ungehalten. Miranda und Eli verbringen ihre Pause im Bereitschaftsraum, allerdings werden sie von Derek in flagranti erwischt. Nachdem Meredith nach wie vor nicht schwanger geworden ist, beginnt sie eine Hormontherapie. Lucy bemerkt, dass Alex ein großes Herz für die kleinen Patienten hat, weist ihn aber zurück. Jackson und Lexie gehen miteinander aus, ebenso wie Teddy und Henry. |           |                          |                                    |                      |                                        |                     |                               |
| 142 | 16        | Verantwortungslos        | Not Responsible                    | 24. Feb. 2011        | 6. Juli 2011                           | Debbie Allan        | Debora Cahn                   |
| Merediths Hormonpillen haben starke Nebenwirkung, sodass sie Augenprobleme bekommt. Sie muss die Pillen deshalb absetzen. Cristina und Owen führen eine Diskussion über eine Zukunft mit Kindern, wobei sie völlig unterschiedlicher Meinung sind. Arizona kommt nur schwer mit Callies Schwangerschaft zurecht, da dies zwar die Verwirklichung von Callies Traum ist, nicht aber ihres eigenen. Lexie und Jackson kommen sich nahe, während Lucy Alex nach wie vor hinhält. Dr. Stark bittet April um ein Date. Nachdem Adele wieder ins Krankenhaus gekommen ist und Miranda ebenfalls davon überzeugt ist, dass Adele an Alzheimer erkrankt sein könnte, kommen auch Richard Bedenken. |           |                          |                                    |                      |                                        |                     |                               |
| 143 | 17        | Gegen die Regeln         | This Is How We Do It               | 24. Feb. 2011        | 3. Juli 2011                           | Edward Ornelas      | Peter Nowalk                  |
| Richard bittet Meredith und Derek darum, Adele in der Studie aufzunehmen. Da ein Patient kurzfristig abgesprungen ist, bekommt Adele die Chance, allerdings verpasst die den Aufnahmetest um einen Punkt. Danach wird Adele klar, wie schlimm es um sie steht, und bricht in einem Gefühlschaos aus. Alex und Lucy kommen sich sehr nahe. Richard beschließt, dass Owen den neuen Stationsarzt aussucht. Als Christina begreift, dass sie dadurch nie ausgewählt werden könnte, gerät sie in Panik. Nach einer Babyparty im Krankenhaus streiten sich Callie und Arizona im Auto über ihre Situation. Kurz nachdem Arizona Callie einen Heiratsantrag gemacht hat, wird sie abgelenkt und verursacht einen Unfall. |           |                          |                                    |                      |                                        |                     |                               |
| 144 | 18        | Der Song hinter dem Song | Song Beneath the Song              | 31. März 2011        | 20. Juli 2011                          | Tony Phelan         | Shonda Rhimes                 |
| Da Callie nicht angeschnallt war, wird sie durch den Zusammenprall mit einem anderen Wagen durch die Windschutzscheibe geschleudert und ist bewusstlos. Sie fantasiert daraufhin, dass alle Ärzte um sie herum singen. Die schwangere Callie wird sofort ins Krankenhaus eingeliefert, wo sich sämtliche Ärzte um sie kümmern. Auch Addison wird eingeflogen, um sich um Callies ungeborenes Kind zu kümmern. Lucy gefällt dies jedoch nicht. Mark und Arizona beten um das Wohlergehen von Callie und dem Baby und nähern sich infolgedessen an. Die Ärzte schaffen es schließlich zusammen sowohl das Baby als auch Callie zu retten. Callie wacht schließlich im Beisein von Arizona aus dem Koma auf. |           |                          |                                    |                      |                                        |                     |                               |
| 145 | 19        | Ein langer Weg zurück    | It’s A Long Way Back               | 28. Apr. 2011        | 27. Juli 2011                          | Steve Robin         | Shonda Rhimes, William Harper |
| Christina kümmert sich um Callie, nachdem sie sich mit Teddy zerstritten hat. Callie macht Fortschritte in ihrer Genesung und auch ihrem Baby Sofia geht es gut. Nach drei Monaten dürfen sie schließlich das Krankenhaus verlassen. Um sich für den Stationsarztposten zu bewerben, kümmert sich Alex um afrikanische Kinder, die er für Operationen einfliegen lässt. Jedoch übernimmt Alex sich damit total und verschuldet sich. Durch eine alte Frau, die er kurz vor ihrem Tod erpresst, gelangt Alex jedoch noch zu Geld. Derek und Meredith behandeln nun Adele, nachdem ein Patient an einer Herzerkrankung gestorben ist. Nachdem Andrew zurück nach Seattle gekommen ist, fängt Teddy zum Leidwesen von Henry wieder eine Beziehung mit Andrew an. Dr. Stark meidet April, nachdem sie ihm einen Korb gegeben hat. |           |                          |                                    |                      |                                        |                     |                               |
| 146 | 20        | Weiße Hochzeit           | White Wedding                      | 5. Mai 2011          | 3. Aug. 2011                           | Chandra Wilson      | Stacy McKee                   |
| Meredith und Derek beschließen das afrikanische Kleinkind Zola zu adoptieren, das wegen einer OP nach Seattle gebracht wurde. Dafür heiraten Meredith und Derek alleine im Standesamt. Alex erfährt, dass Meredith für Adele die Alzheimer-Studie manipuliert hat, indem sie dafür sorgte, dass Adele nicht wie vorgesehen einen Placebo, sondern das Medikament bekommt. Alex droht Meredith damit, es Derek zu sagen. Callie leidet darunter, dass ihre Familie ihre Homosexualität nicht akzeptiert. So schickt sie sie kurz vor ihrer Trauung nach Hause. Als der einzige Pfarrer, der sie trauen wollte, absagt, steht Callie kurz vor einem Nervenzusammenbruch. Miranda traut Arizona und Callie schlussendlich und die Hochzeit ist gerettet. Callies Vater kehrt zurück und versöhnt sich mit seiner Tochter. Dr. Stark preist Owen April als Stationsärztin an. |           |                          |                                    |                      |                                        |                     |                               |
| 147 | 21        | Überlebenskampf          | I Will Survive                     | 12. Mai 2011         | 10. Aug. 2011                          | Tom Verica          | Shonda Rhimes                 |
| Meredith und Derek hoffen, dass die Adoptionsbehörde der Adoption von Zola zustimmt. Nachdem Lucy Alex den Job in Afrika weggeschnappt hat und Alex merkt, dass er nicht für den Stationsarztposten in Frage kommt, setzt er Owen aus Zorn darüber in Kenntnis, dass Meredith die Alzheimerstudie manipuliert hat. Callie hat ihren ersten Arbeitstag, während Mark auf Sofia aufpasst. Jedoch hält es ihn nicht zuhause und so besucht er mit Sofia das Krankenhaus. Nachdem Richard Henry bei seiner Diabetesstudie aufgenommen hat, bekommt Henry seinen alten Beruf wieder, womit er wieder versichert ist. Deswegen will er sich schweres Herzens von Teddy scheiden lassen, als sie ihn darüber in Kenntnis setzt, dass sie mit Andrew nach Deutschland ziehen will. Jackson bricht seine Studie ab. Als Owen dieser Tatsache auf den Grund geht, findet er heraus, dass Jackson die Studie abgebrochen hat, damit Richard Chance auf eine Auszeichnung hat. |           |                          |                                    |                      |                                        |                     |                               |
| 148 | 22        | Absturz                  | Unaccompanied Minor                | 19. Mai 2011         | 17. Aug. 2011                          | Rob Corn            | Shonda Rhimes & Debora Cahn   |
| Nachdem Alex Owen über Merediths Tat informiert hat, erfahren auch Derek und Richard davon. Derek ist zutiefst enttäuscht von Meredith und muss daraufhin die Studie abbrechen. Da es sich um einen Vorteil für Adele gehandelt hat, kündigt Richard Meredith nicht, allerdings ist ihr Ansehen im Krankenhaus ruiniert. Ein einziger Lichtblick ist, dass sie Zola nun offiziell adoptieren und nach Hause nehmen darf. Lucy teilt Cristina mit, dass diese schwanger ist. Cristina will das Baby abtreiben lassen. Owen ist jedoch dagegen und somit verlässt Christina ihren Ehemann. Alex muss aufgrund seiner Aussage aus Merediths Haus ausziehen. Frustriert betrinkt er sich in Joes Bar. Als Lucy kommt, um ihn zu fragen, ob sie für ihn doch nicht nach Afrika gehen will, beschimpft er sie und Lucy verlässt Seattle enttäuscht. Miranda wagt einen großen Schritt mit Eli und nimmt ihn mit zu sich nach Hause. Mark gibt Jackson seinen Segen für die Beziehung mit Lexie. Teddy beschließt nicht mit Andrew nach Deutschland zu gehen und will stattdessen bei Henry bleiben. |           |                          |                                    |                      |                                        |                     |                               |

### Episodenbesonderheiten
Fast jeder Episodentitel bei Grey’s Anatomy ist gleichzeitig ein Liedtitel eines Musikstückes. Außerdem gibt es noch eine Reihe bemerkenswerter Fakten zu jeder Folge.
| Nr. | Episode                  | Anspielung des Originalepisodentitels                    | Sonstiges |
| --- | ------------------------ | -------------------------------------------------------- | --- |
| 1   | Neugeboren               | Billy Preston & Syreeta Wright – With You I’m Born Again | Pilotfolge der siebten Staffel. Doppelfolge. Erster Auftritt von Dr. Andrew Perkins. Dr. April Kepner und Dr. Jackson Avery sind ab dieser Folge im Hauptcast vertreten.                                                       |
| 2   | Vom Blitz getroffen      | Billy Idol – Shock to the System                         | Keine Zusammenfassung der Folge. Diese Folge wurde in Deutschland als Doppelfolge mit der vorherigen Episode gesendet. |
| 3   | Freak                    | Rick James – Superfreak                                  | Keine Zusammenfassung der Folge. Dr. Amelia Shepherd aus Private Practice hat in dieser Folge einen Gastauftritt. Richard Webber hat in dieser Folge seine 1000. Szene.                                                        |
| 4   | Verrückt ist relativ     | Drop Dead, Gorgeous – Can’t Fight Biology                | Keine Zusammenfassung der Folge. |
| 5   | Fast erwachsen           | Chuck Berry – Almost Grown                               | Keine Zusammenfassung der Folge. Miranda Bailey-Darstellerin Chandra Wilson leitete in dieser Folge die Regie. |
| 6   | Seattle Medical          | Otis Redding – These Arms of Mine                        | Keine Zusammenfassung der Folge. Die Folge ist das Endprodukt einer Dokumentation, die über die Ärzte und das Krankenhaus aufgrund des Amoklaufs gedreht wurde.                                                                |
| 7   | Losgelassen              | William Shatner – That’s Me Trying                       | Keine Zusammenfassung der Folge. Mark Saul als Dr. Steve Mostow hat in dieser Folge einen Gastauftritt. Somit ist er der einzige noch auftretende Assistenzarzt aus Lexies Jahrgang.                                           |
| 8   | Druck                    | Frank Sinatra – Something’s Gotta Give                   | Keine Zusammenfassung der Folge. Peter MacNicol als Dr. Robert Stark tritt in dieser Folge erstmals auf. |
| 9   | Nachtschicht             | Kings of Leon – Slow Night, So Long                      | Keine Zusammenfassung der Folge. Der Barkeeper Joe hat in dieser Folge seinen vorerst letzten Auftritt. |
| 10  | Heilung                  | Nine Inch Nails – Adrift and at Peace                    | Keine Zusammenfassung der Folge. Henry Burton und Eli Lloyd haben in dieser Folge ihren ersten Auftritt. |
| 11  | Rückkehr                 | The Smashing Pumpkins – Disarm                           | Keine Zusammenfassung der Folge. |
| 12  | Vergebung                | Rolling Stones – Start Me Up                             | Keine Zusammenfassung der Folge. |
| 13  | Täuschung                | Ted Taylor – Don’t Deceive Me (Please Don’t Go)          | Keine Zusammenfassung der Folge. Kevin McKidd, der die Rolle des Owen Hunt verkörpert, führt in dieser Folge Regie. Die Rolle der Dr. Lucy Fields tritt in dieser Folge erstmals in Erscheinung.                               |
| 14  | Die neue Freundin        | Michael Jackson – P.Y.T. (Pretty Young Thing)            | Keine Zusammenfassung der Folge. Jeff Perry als Thatcher Grey ist in dieser Folge vorerst zum letzten Mal in der Serie zu sehen.                                                                                               |
| 15  | Die goldene Stunde       | Brian Eno – Golden Hour                                  | Keine Zusammenfassung der Folge. Moe Irvin als Tyler ist in dieser Folge vorerst zum letzten Mal in der Serie zu sehen. Die Folge stellt genau eine Stunde im Leben der Assistenzärzte dar.                                    |
| 16  | Verantwortungslos        | Deep Purple – Not Responsible                            | Keine Zusammenfassung der Folge. |
| 17  | Gegen die Regeln         | Montell Jordan – This Is How We Do It                    | |
| 18  | Der Song hinter dem Song | Maria Taylor – The Song Beneath The Song                 | Musicalfolge. In dieser Folge wird das tragische Schicksal von Callie mit von den Darstellern selbst interpretierten Liedern untermalt, die bereits mit dem Originalinterpret in der Serie als Hintergrundmusik benutzt wurde. |
| 19  | Ein langer Weg zurück    | Ramones – It’s A Long Way Back                           | |
| 20  | Weiße Hochzeit           | Billy Idol – White Wedding                               | Miranda Bailey-Darstellerin Chandra Wilson leitete in dieser Folge die Regie. Dr. Robert Stark hat in dieser Folge seinen letzten Auftritt. Merediths Adoptivtochter Zola taucht in dieser Folge erstmals auf.                 |
| 21  | Überlebenskampf          | Gloria Gaynor – I Will Survive                           | |
| 22  | Absturz                  |                                                          | Staffelfinale. Dr. Andrew Perkins und Dr. Lucy Fields haben in dieser Folge ihren letzten Auftritt. |